# Иаков (Панчук)
Иаков (укр. Яків, в миру Иван Дмитриевич Панчук, укр. Іван Дмитрович Панчук; 5 октября 1931, село Лосятин — 16 марта 2004, Киев) — епископ непризнанной Украинской православной церкви Киевского патриархата, митрополит Луцкий и Волынский, до 1992 года — епископ Почаевский, викарий Тернопольской епархии (Московский патриархат).

## Биография
Родился 5 октября 1931 года в селе Лосятин. Его отец, Дмитрий Иванович Панчук, был плотником, а мать Мария Марковна — домохозяйкой. Семья Панчук была большой — в семье было также трое братьев и две сестры. Дмитрий Панчук был певчим в монастырском хоре Почаевской лавры, располагавшейся неподалёку от села Лосятин, поэтому Ивана родители часто ходили в Лавру на богослужение, беря его с собой. Благоговея перед святыней, отец желал, чтобы один из его сыновей стал монахом в этой обители. В 1944 году Дмитрий Панчук погиб на фронте.
В 1948 году окончил школу. С 1952 по 1955 год служил в Вооружённых силах СССР.
В сентябре 1955 года стал послушником Почаевской лавры, где нёс послушание соборного пономаря.
В 1957 году поступил учиться в Ленинградскую Духовную семинарию.
29 октября 1958 года в Почаевской лавре после окончания 1-го класса семинарии был пострижен в монашество с наречением имени Иаков в честь святого апостола Иакова, брата Господня. 4 декабря того же года в Лавре архиепископом Львовским и Тернопольским Палладием (Каминским) рукоположён во иеродиакона.
19 ноября 1961 года во время учёбы в 4-м классе семинарии рукоположён в сан иеромонаха митрополитом Ленинградским и Ладожским Гурием (Егоровым).
С 1962 по 1966 года учился в Ленинградской Духовной Академии, которую окончил с учёной степенью кандидата богословия за сочинение «Созерцательная и деятельная жизнь согласно учению святых подвижников».
В 1966 году возвратился в Почаевскую лавру, где исполнял различные послушания — от библиотекаря, уставщика, регента, благочинного лавры. За усердную службу в 1969 году возведён в сан игумена.
По просьбе епископа Львовского и Тернопольского Николая (Юрика), который одновременно был и священноархимандритом Почаевской лавры, 8 августа 1974 года указом Патриарха Московского и всея Руси Пимена назначен наместником Почаевской лавры с возведением в сан архимандрита.
В 1976 году награждён правом ношения второго креста с украшениями.
16—18 мая 1981 года во Львове был участником празднования 35-летия Львовского собора 1946 года по воссоединению греко-католической церкви с Русской православной церковью.
16 июля 1982 года под давлением властей был освобождён от должности наместника лавры. Единственное место, куда ему было разрешено выехать на служение, был Кавказ.
В декабре 1983 года экзархом Украины митрополитом Филаретом (Денисенко) назначен духовником Красногорского женского монастыря города Золотоноша Черкасской области (Киевская епархия).
29 апреля 1985 года назначен настоятелем храма Рождества Пресвятой Богородицы города Черкассы Киевской епархии и одновременно благочинным Черкасского округа и духовником Покровского женского монастыря в Киеве.

## Архиерейство в Московском патриархате
На Поместном соборе РПЦ 1990 года митрополит Филарет обратился с просьбой о рукоположении архимандрита Иакова во епископа к новоизбранному патриарху Алексию II, который ответил: «Отец Иаков, подобает Вам имети добро свидетельство и от внешних», и отказал.
24 ноября 1990 года, по преобразовании Украинского экзархата в Украинскую православную церковь, Священным синодом УПЦ избран епископом Почаевским, наместником Почаевской лавры.
13 декабря 1990 года состоялось его наречение во епископа.
14 декабря 1990 года за литургией во Владимирском соборе Киева хиротонисан во епископа Почаевского, викария Тернопольской епархии. Хиротонию совершили: митрополит Киевский и всея Украины Филарет (Денисенко), митрополит Харьковский и Богодуховский Никодим (Руснак), митрополит Одесский и Херсонский Леонтий (Гудимов), митрополит Винницкий и Брацлавский Агафангел (Саввин), архиепископ Черниговский и Нежинский Антоний (Вакарик), архиепископ Ивано-Франковский и Коломыйский Феодосий (Дикун), архиепископ Ровенский и Острожский Ириней (Середний), архиепископ Житомирский и Овручский Иов (Тывонюк), архиепископ Тернопольский и Кременецкий Лазарь (Швец), епископ Сумский и Ахтырский Никанор (Юхимюк), епископ Донецкий и Ворошиловградский Иоанникий (Кобзев), епископ Мукачевский и Ужгородский Евфимий (Шутак), епископ Кировоградский и Николаевский Василий (Васильцев), епископ Волынский и Луцкий Варфоломей (Ващук), епископ Хмельницкий и Каменец-Подольский Нифонт (Солодуха), епископ Львовский и Дрогобычский Андрей (Горак), епископ Днепропетровский и Запорожский Глеб (Савин), епископ Симферопольский и Крымский Василий (Златолинский), епископ Черновицкий и Буковинский Онуфрий (Березовский) и епископ Переяслав-Хмельницкий Ионафан (Елецких).
На Соборе УПЦ 1—3 ноября 1991 года, принявшем Определение по вопросу автокефалии, епископ Иаков был одним из самых активных сторонников автокефалии Украинской церкви.
С 23 января по 17 февраля 1992 года временно управлял Тернопольской епархией, когда Филарет (Денисенко) отстранил епископа Сергия (Генсицкого) от управления епархией.
В апреле 1992 года на Архиерейском соборе в Москве большинство иерархов Украинской православной церкви выступили против идеи автокефалии УПЦ. Среди немногих, кто вместе с Филаретом настаивал на автокефалии, был и наместник Почаевской лавры епископ Иаков.

## В Киевском патриархате
После Харьковского собора (май 1992 года), вместе с епископом Львовским Андреем (Гораком), был одним из 2-х архиереев УПЦ, поддержавших Филарета Денисенко в создании полностью независимой структуры.
10 июня 1992 года назначен управляющим Тернопольской епархией неканонической УПЦ КП. В том же месяце, «за заслуги перед Церквою» получил в УПЦ КП сан архиепископа.
С момента образования Священного синода Киевского патриархата состоял его постоянным членом.
11 июня 1992 года Архиерейским собором Русской православной церкви «за соучастие в антиканонических действиях бывшего митрополита Филарета» извержен из сана и лишён всех степеней священства. Решение Собора впоследствии прошло рецепцию во всех православных церквях мира.
C 30 декабря 1993 года временно назначен управляющим Винницкой епархией УПЦ КП.
В начале апреля 1995 года согласовал с архиепископом канонической УПЦ Нифонтом (Солодухой) обращение к иерархам Православных церквей Украины, в котором владыки умоляли приложить усилия, «чтобы прекратить церковный раскол на Украине и найти пути для объединения».
С 12 апреля 1995 года и до смерти руководил Волынской епархией УПЦ КП. 23 ноября 1995 года назначен управляющим Тернопольско-Бучанской епархии УПЦ КП.
19 февраля 1997 года Архиерейский собор Русской православной церкви «ввиду отсутствия покаяния со стороны монахов Иакова (Панчука) и Андрея (Горака), участвующих в преступной раскольнической деятельности бывшего монаха Филарета, ещё раз призывает их к покаянию и прекращению кощунственных бесчинств и предупреждает, что в противном случае они будут отлучены от церковного общения через анафематствование».
Будучи управляющим Волынской епархией, был ректором Волынской духовной семинарии.
Скончался 16 марта 2004 года на 73-м году жизни в киевской больнице «Феофания» после продолжительной болезни.
20 марта 2004 был похоронен у стен Свято-Троицкого кафедрального собора в Луцке Филаретом (Денисенко) в сослужении 18 архиереев и около 250 священников.

## Награды
До ухода в раскол был награждён орденами Иерусалимской и Румынской Автокефальных Православных Церквей.
За заслуги перед Киевским Патриархатом был награждён орденами Христа Спасителя и Святого равноапостольного князя Владимира I и II степеней.

## Публикации
- На Рождество Христово // Журнал Московской Патриархии. 1972. — № 1. — С. 39.
- Юбилейная страница из истории Успенской Почаевской Лавры // Журнал Московской Патриархии. 1975. — № 11. — С. 25-27.
- Почаевская святыня // Журнал Московской Патриархии. 1978. — № 9. — С. 21-22.
- Свято-Троицкий собор Почаевской Лавры после реставрации // Журнал Московской Патриархии. 1978. — № 12. — С. 17.